# Jari Mäkinen
Jari Aulis Mäkinen (ur. 13 czerwca 1990 w Hämeenkyrö) – fiński żużlowiec.

## Życiorys
Złoty medalista młodzieżowych indywidualnych mistrzostw Finlandii (2007). Dwukrotny brązowy medalista mistrzostw Finlandii par klubowych (2009, 2010). Dwukrotny złoty medalista drużynowych mistrzostw Finlandii (2009, 2011).  Złoty medalista indywidualnych mistrzostw Finlandii (2014).
Reprezentant Finlandii w eliminacjach indywidualnych i drużynowych mistrzostw świata, zarówno juniorów, jak i seniorów.
Poza startami w lidze fińskiej, duńskiej i szwedzkiej, startował również w lidze brytyjskiej, w barwach Mildenhall Fen Tigers (2008), Somerset Rebels (2009), Leicester Lions (2012) i Ipswich Witches (2013). W latach 2008–2009 (w Stali Gorzów Wielkopolski) oraz 2010 (w Ostrovii Ostrów Wielkopolski) miał podpisane kontrakty na starty w lidze polskiej, nie wystąpił jednak w żadnym meczu.
W 2015 jeździł w barwach Vargarny Speedway.